# Androgen
Androgen er en betegnelse for alle stoffer, naturlige som syntetiske, der binder sig til androgenreceptorer, og dermed har en stimulerende effekt på maskuline kønskarakteristika.
Den vigtigste og mest kendte er Testosteron. Andre androgener er Epitestosteron